# APH-1
APH-1‏ (None) هوَ بروتين يُشَفر بواسطة جين APH-1 في الإنسان.